# Graphosome rayé
Graphosoma lineatum
Espèce
Synonymes
- Cimex lineatus Linnaeus, 1758 - protonyme[1]

Le Graphosome rayé (Graphosoma lineatum) est une espèce d'insectes hétéroptères, une punaise du genre des graphosomes (Graphosoma), originaire d'Afrique du Nord. 

## Description

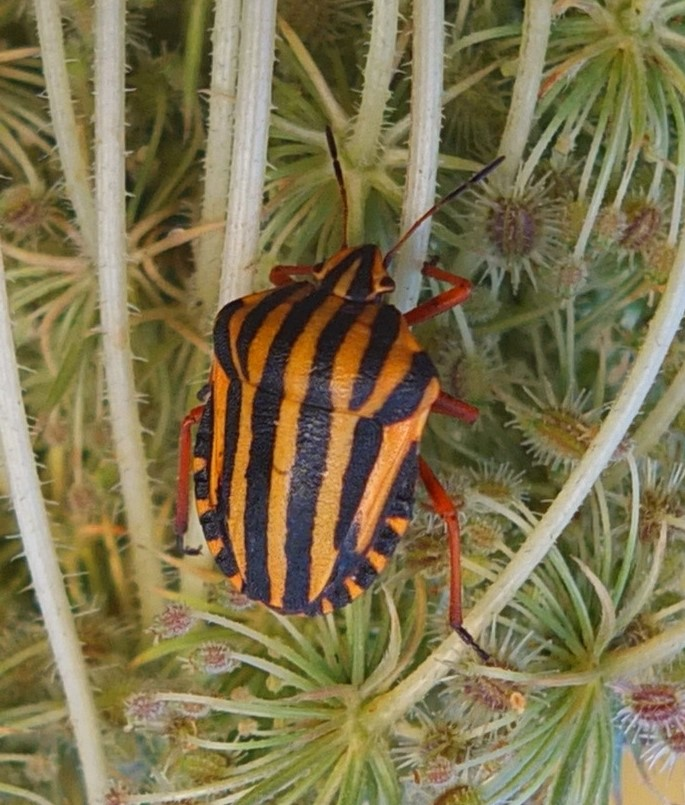
Graphosoma lineatum - Constantine (Algérie).

C'est une punaise assez trapue, présentant une coloration très vive aposématique, c'est-à-dire qui avertit les prédateurs de sa toxicité : son corps est jaune, ou rouge-orangé, rayé de bandes noires sur le dos (ce qui lui vaut le nom vernaculaire de punaise arlequin), tandis que son ventre est tacheté de points noirs. Très proche morphologiquement de Graphosoma italicum, il s'en distingue notamment par la coloration de ses pattes, jaune-orangé sur les tibias et fémurs avec des tarses noirs, alors qu'elles sont entièrement noires chez Graphosoma italicum.
Il a longtemps été confondu avec son cousin européen, le graphosome d'Italie, et son nom a été utilisé pour décrire les deux espèces, jusqu'à ce qu'une étude génétique montre clairement qu'il s'agit de deux espèces distinctes.

## Distribution et habitat
Cette espèce se retrouve en Afrique du Nord (Maroc, Algérie, Tunisie, Égypte). Sa limite de répartition à l'est n'est pas clairement définie.
La sous-espèce Graphosoma lineatum siciliensis est endémique de la Sicile.
À l'instar des autres espèces du genre Graphosoma, le Graphosome rayé se nourrit principalement sur les ombellifères comme la carotte sauvage ou l'anis vert.

## Liste des sous-espèces
Selon BioLib (18 janvier 2020) :
- sous-espèce Graphosoma lineatum lineatum (Linnaeus, 1758)
- sous-espèce Graphosoma lineatum siciliensis Lupoli, 2016

## Classification
L’espèce Graphosoma lineatum est décrite pour la première fois par le naturaliste suédois Carl von Linné en 1758 à partir du type Cimex lineatus collecté en Afrique du Nord.

## Étude
Une étude menée en Europe centrale confirme le rôle dissuasif de sa livrée aposématique. Cependant, des oiseaux comme des merles peuvent contourner cette défense chimique en avalant très rapidement la punaise avant qu’elle n’ait eu le temps de projeter son jet âcre et toxique. Certaines espèces d'oiseaux très proches comme chez les mésanges n'y touchent pas du tout tandis que d'autres en consomment un peu.